# Kinjirō Okabe
Pour les articles homonymes, voir Okabe (homonymie).
Kinjirō Okabe (岡部 金治郎, Okabe Kinjirō) (5 mars 1901 - 8 avril 1984) est un ingénieur et physicien japonais qui fit des contributions importantes dans le développement du magnétron et du radar au Japon. Il travaille après la Seconde Guerre mondiale sur des instruments médicaux à ultrasons.

## Biographie

### Magnétron à anode fendue

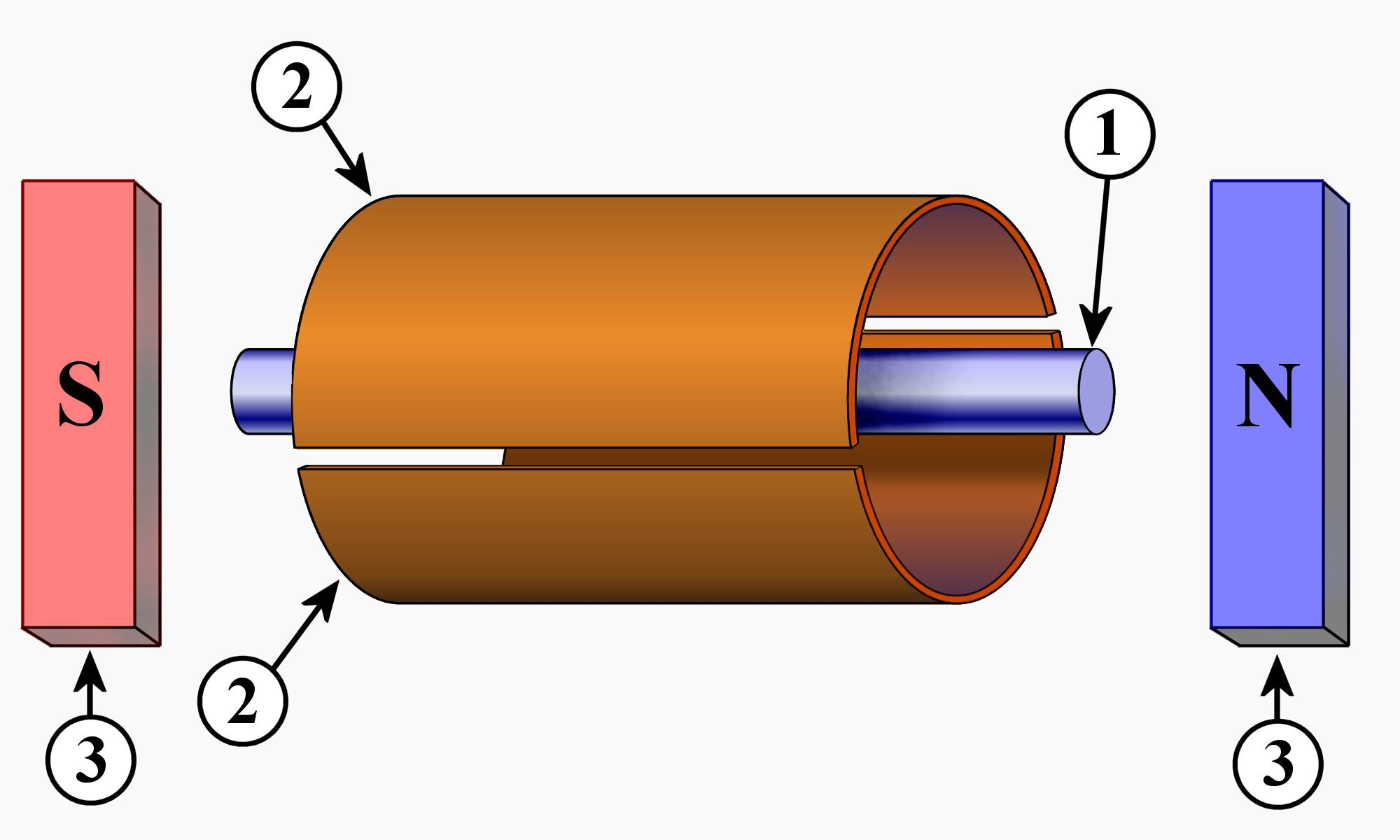
Magnétron à anode fendue :
1) Cathode, 2) Anodes, 3) Aimants permanents

L'un des chercheurs radio les plus connus au Japon dans les années 1920-1930 est le professeur Hidetsugu Yagi qui travaille initialement à l'université impériale du Tōhoku. Il s'est beaucoup intéressé au magnétron développé par Albert W. Hull pour la General Electric en 1921. Tandis que ce magnétron  est à haute fréquence, Yagi pense qu'il peut également être utilisé en VHF ou même en UHF. Kinjirō Okabe est l'un des premiers étudiants en doctorat de Yagi et est encouragé par son mentor dans cette recherche.
En 1926, Okabe développe un magnétron qui diminue de façon significative la longueur d'onde de fonctionnement des oscillations. Il dépose un brevet aux États-Unis en 1926, qui est validé en 1929 (US1735294). Il poursuit son travail, développe un appareil à anode fendue, et reçoit son doctorat en 1928.
Okabe publie d'abord ses résultats dans un journal japonais puis avec un papier de fond dans le prestigieux Proceedings of the IRE. Alors que Hull avait publié sur le magnétron à haute fréquence plusieurs années auparavant, ce n'est qu'après le document détaillé d'Okabe sur la génération à 17cm que l'intérêt de ce dispositif gagne le monde. Bien qu'il s'agisse du premier magnétron à micro-ondes, il n'est pas utilisé immédiatement dans les communications car sa fréquence n'est pas encore stable.

### Télécommunication
Un autre des étudiants en doctorat de Yagi, Shintarō Uda, travaille sur le développement d'une antenne utilisant une configuration radicalement inédite qu'ils appellent un projecteur d'ondes. Surnommée « Antenne Yagi-Uda », Yagi, Okabe et Uda l'utilisent rapidement pour tester un système de micro-ondes de 40 cm avec un magnétron et un projecteur à oscillations qui atteint une distance de transmission d'environ 1 km. Leurs découvertes au laboratoire de radio du Tōhoku sont décrites dans un article séminal de 1928 par Yagi.
Au début des années 1930, Yagi part travailler à l'université impériale d'Osaka où il est nommé directeur du laboratoire de recherche radio. Okabe l'accompagne à Osaka et poursuit ses recherches sur le magnétron, développant finalement un appareil à anode fendue générant des oscillations à des longueurs d'onde allant jusqu'à environ 12 cm (2,5 GHz). Il développe également un dispositif de décharge à cathode chaude (appelé « tube d'Osaka ») qui a des caractéristiques similaires au tube de Barkhausen-Kurz.

### Recherche sur le radar
Les spécialistes techniques de la marine impériale japonaise s'intéressent à la possibilité d'utiliser la radio pour détecter les avions. Ils se tournent vers le professeur Yagi qui suggère que cela pourrait être fait en examinant le changement de fréquence de l'effet Doppler dans un signal réfléchi. Des fonds sont fournis au laboratoire d'Osaka pour expérimenter cette technique et Kinjirō Okabe est chargé de diriger les recherches. Son analyse théorique indique que les réflexions seraient plus grandes si la longueur d'onde était approximativement la même que la taille des structures d'aéronef.
Okabe développe un appareil expérimental utilisant un émetteur VHF et un récepteur avec des antennes Yagi-Uda séparées. En 1936, il réussit à détecter un aéronef grâce à la méthode d'interférence de l'effet Doppler ce qui en fait la première détection d'un aéronef par radio au Japon. Du fait de ce succès, l'intérêt d'Okabe passe progressivement des magnétrons à l'équipement VHF pour la détection des cibles.
Le financement du projet de détection d'objectifs d'Okabe n'a pas poursuivi car les cadres supérieurs de la marine pensent que l'avantage de l'utilisation de la radio est largement anéantie par l'interception ennemie et la divulgation de la présence de l'origine de la détection. Okabe continue alors de consacrer une grande partie de ses recherches à l'amélioration des magnétrons. Bien que cette technologie soit reprise par d'autres organisations, dont l'institut naval de recherche de technologie où Yōji Itō mène d'autres améliorations et l'incorporation éventuelle du système de détection dans l'armée impériale japonaise, Okabe continue à publier dans la presse.
Durant la guerre, Okabe travaille activement au laboratoire d'Osaka. Alors que sa proposition initiale de détection radio n'a pas été acceptée par les militaires, le temps lui donnera raison. Il reçoit l'ordre de la Culture en 1944 des mains de l'empereur du Japon pour ses contributions significatives dans la science et la technologie en reconnaissance de ses premiers travaux.

### Applications médicales
En 1955, il se tourne vers les applications médicales de l'échographie et conseille Shigeo Satomura (en), l'un de ses étudiants, à appliquer les ultrasons de l'effet Doppler pour établir des diagnostics médicaux. Ces recherches sont très productives et conduisent à de nouvelles applications de cette technologie.